# Majestic (album)
Majestic è l'ottavo studio album dei Gamma Ray, gruppo tedesco, uscito nel 2005.

## Tracce
1. My Temple (Hansen) - 4:57
2. Fight (Richter) - 3:24
3. Strange World (Hansen)  - 5:03
4. Hell is Thy Home (Hansen) - 4:46
5. Blood Religion (Hansen) - 6:53
6. Condemned to Hell (Zimmermann) - 4:56
7. Spiritual Dictator (Zimmermann) - 5:38
8. Majesty (Hansen) - 6:23
9. How Long (Hansen) - 4:06
10. Revelation (Richter) - 8:30

## Formazione
- Kai Hansen - voce e chitarra
- Henjo Richter - chitarra e tastiera
- Dirk Schlächter - basso
- Dan Zimmermann - batteria